# 尼古拉·瓦西里耶维奇·科洛梅伊采夫
尼古拉·瓦西里耶维奇·科洛梅伊采夫（羅馬化：Nikolay Vasil'yevich Kolomeytsev；1956年9月1日—）是俄罗斯政治人物，第二、三、五、六、七、八届国家杜马代表。
1980—1990年代，科洛梅伊采夫任苏联共产党罗斯托夫市委员会工业交通和社会经济部门的讲师。1994年至1997年，他任罗斯托夫州立法议会代表。1997年至1999年，他任第二届国家杜马代表。1999年至2003年，连任第三届国家杜马代表。 2007年，他再次当选第五届国家杜马议员，并一直连任至第八届国家杜马代表。